# Saint-Colomban (Loire-Atlantique)
Saint-Colomban é uma comuna francesa na região administrativa da Pays de la Loire, no departamento de Loire-Atlantique. Estende-se por uma área de 35,72 km². Em 2010 a comuna tinha 3 460 habitantes (densidade: 96,9 hab./km²).